# Односи Србије и Мјанмара
Односи Србије и Мјанмара су инострани односи Републике Србије и Републике Мјанмарске Уније.

## Билатерални односи
Званични дипломатски односи су успостављени 1950. године.
Тадашњи МСП РС И. Мркић боравиo je у званичној посети Мјанмару 19-22. фебруара 2013.
Мјанмар је гласало против пријема Косова у УНЕСКО 2015.

### Економски односи
- У 2020. години извоз из Србије у Мјанмар је износио 6,5 мил. долара а увоз 17,9 милиона УСД.
- 2019. робна размена је износила 26 милиона долара од чега је извоз из РС 12 милиона , а увоз 14 милиона УСД.
- 2018. робна размена је износила 9,87 милиона долара (извоз из РС 3,07 милиона долара, а увоз 6,8 милиона УСД).[2][3]

### Дипломатски представници

#### У Београду
- Турен Т. Цин, амбасадор, 2019—
- Мио Аје, амбасадор, 2016—2019.
- У Зав Тун, амбасадор, 2012—
- /  У Сое Нве, амбасадор, 2006—2012.
- Маунг М. Аунг, амбасадор
- У Ба Мау, амбасадор
- У Тиен Док, амбасадор
- Чит Мјаинг, амбасадор
- Маунг Маунг, амбасадор, 1965—1968.
- Оун Џзоу, 1951—

#### У Јангону
Амбасада Републике Србије у Јангону (Мјанмар) радно покрива Лаос.
- Миодраг Николин, амбасадор, 2013—
- Нино Маљевић, амбасадор
- Драган Јанековић, отправник послова
- Светозар Јовићевић, амбасадор, 1990—1994.
- Бранко Вулетић, амбасадор, 1986—1989.
- Ранко Радуловић, амбасадор, 1981—1986.
- Владо Шестан, амбасадор, 1977—1981.
- Азем Зулфикари, амбасадор, 1972—1976.
- Јокаш Брајовић, амбасадор, 1968—1972.
- Анте Дрндић, амбасадор, 1965—1968.
- Мирко Милутиновић, амбасадор, 1962—1965.
- Исо Његован, амбасадор, 1959—1962.
- Зденко Штамбук, амбасадор, 1956—1958.
- Крсто Булајић, амбасадор, 1954—1956.
- Добривоје Видић, амбасадор, 1952—1953.